# Milton Jacinsky
Milton Jacinsky (Varsóvia, 1 de março de 1939 — São Paulo, 2 de outubro de 2018) foi um judeu polonês desenhista e artista plástico. Refugiado da segunda guerra mundial, Milton veio para o Brasil quando tinha, apenas, dois anos de idade em um navio mercante Inglês. Desembarcou no porto de Santos com outros judeus que se refugiariam no Brasil.
Trabalhou como vitrinista e depois como costureiro de Dener Pamplona e Clodovil Hernandes. Foi como artista plástico que ele criou grandes obras de arte, ao visitar o Peru e conhecer uma tribo típica inca retratou a óleo a imagem a mãe e o menino. Milton Jacinsky continuou a publicar suas obras que retratam a paisagem do campo, da cidade e do homem em seu imaginário.